# Caroline Ryan
Caroline Ryan (* 10. Oktober 1979 in Thomastown) ist eine ehemalige irische Radrennfahrerin und Ruderin. Sie ist die erste irische Radsportlerin, die eine WM-Medaille im Bahnradsport errang.

## Sportliche Laufbahn
Caroline Ryan begann erst relativ spät mit dem Leistungssport und war zunächst als Ruderin aktiv. Von 2005 bis 2008 gehörte sie der irischen Rudernationalmannschaft an und trat 2006 bei den Ruder-Weltmeisterschaften in Eton an. In diesen Jahren wurde sie fünfmal irische Meisterin und war die erste Irin, der es gelang, einen Sieg bei der Henley Royal Regatta und somit den Princess Royal Challenge Cup zu erringen.
Im Jahre 2009 gewann Ryan als Pilotin der sehbehinderten Sportlerin Catherine Walsh mit dem irischen Tandem jeweils eine Silbermedaille beim Bahnrad-Weltcup der Behinderten in Manchester sowie bei den UCI-Paracycling-Bahnweltmeisterschaften 2009. Wegen dieser Erfolge beschloss sie, ihren sportlichen Schwerpunkt auf den Bahnradsport zu verlagern.
2010 wurde Caroliny Ryan mit neuem nationalen Rekord irische Meisterin in der Einerverfolgung sowie im Scratch. Im Jahr darauf wurde sie zudem irische Meisterin im Einzelzeitfahren auf der Straße sowie in der Verfolgung und im 500-Meter-Zeitfahren auf der Bahn. Im August 2011 stellte sie in Hull mit 21 Minuten und 3 Sekunden einen neuen irischen Rekord im Einzelzeitfahren über zehn Meilen auf, womit sie den bestehenden Rekord ihrer Mannschaftskollegin Ciara Horne vom Mai 2011 um 22 Sekunden unterbot. Bei den UCI-Bahn-Weltmeisterschaften 2012 in Melbourne errang sie die Bronzemedaille im Punktefahren. Damit war sie die erste irische Radsportlerin, die eine WM-Medaille im Bahnradsport errang. 2014 wurde sie ein weiteres Mal irische Zeitfahr-Meisterin.
2016 erklärte Caroline Ryan ihren Rücktritt vom Leistungssport.

## Erfolge im Radsport

### Bahn
2011
- Irische Meisterin – 500-Meter-Zeitfahren, Verfolgung

2012
- Weltmeisterschaft – Punktefahren

2013
- Irische Meisterin – Scratch, Verfolgung

### Straße
2011
- Irische Meisterin – Einzelzeitfahren

2013
- Irische Meisterin – Einzelzeitfahren

2014
- Irische Meisterin – Einzelzeitfahren

### Paracycling – Bahn
2009
- Weltmeisterschaft – Verfolgung (als Pilotin von Catherine Walsh)